# Kubok SSSR 1961
La Kubok SSSR 1961 fu la 20ª edizione del trofeo. Vide la vittoria finale della Šachtar Stalino, al suo primo titolo.

## Formula
Dopo la sperimentazione dell'edizione precedente si tornò a giocare il torneo seguendo l'anno solare (inizio ad aprile, conclusione ad ottobre).
Il torneo era diviso in due fasi: la fase preliminare e la fase finale.
Nella fase preliminare le squadre erano raggruppate in dieci zone, ognuna delle quali prevedeva tra le quattro e le cinque finali e la promozione di altrettante squadre alla fase successiva. A questa fase del torneo parteciparono tutte le squadre partecipanti alla Klass B 1961, seconda serie del campionato sovietico: i dieci raggruppamenti rispecchiavano, infatti i dieci gironi in cui era suddivisa tale competizione. La formula fu quella classica dei turni ad eliminazione diretta, con gare di sola andata e tempi supplementari, ma non rigori: in caso di parità si ricorreva al replay, disputato il giorno seguente sul medesimo terreno di gioco.
Nella seconda fase le 42 qualificate si incontrarono con le 22 partecipanti alla Klass A 1961 sempre in turni ad eliminazione diretta; la stessa formula era mantenuta fino alla finale che, come da tradizione, fu disputata a Mosca.

## Fase preliminare

### Zona Russia I

#### Semifinali
Le partite furono disputate tra il 7 e il 12 giugno 1961.
| Squadra 1           | Risultato   | Squadra 2           |
| ------------------- | ----------- | ------------------- |
| Metallurg Čerepovec | 2 – 1       | Onežec Petrozavodsk |
| Trud Tula           | 1 – 2 (dts) | Dinamo Brjansk      |
| Volga Kalinin       | 5 – 0       | Dinamo Leningrado   |
| Sputnik Kaluga      | 2 – 4       | Šinnik              |

#### Finali
Le partite furono disputate tra l'11 giugno e il 2 luglio 1961.
| Squadra 1            | Risultato   | Squadra 2            |
| -------------------- | ----------- | -------------------- |
| Тralflotovec         | 1 – 3       | Spartak Leningrado   |
| Tekstilščik Kostroma | 0 – 2 (dts) | Šachter Stalinogorsk |
| Dinamo Brjansk       | 0 – 1       | Metallurg Čerepovec  |
| Volga Kalinin        | 3 – 2 (dts) | Šinnik               |

### Zona Russa II

#### Semifinali
Le partite furono disputate tra l'11 e il 12 giugno 1961.
| Squadra 1    | Risultato   | Squadra 2           |
| ------------ | ----------- | ------------------- |
| Dinamo Kirov | 5 – 2 (dts) | Znamja Truda        |
| Iskra Kazan' | 3 – 0       | Spartak Smolensk    |
| Zenit Iževsk | 2 – 0       | Tekstilščik Ivanovo |
| Baltika      | 2 – 0       | Torpedo Gor'kij     |

#### Finali
Le partite furono disputate tra l'11 giugno e il 3 agosto 1961.
| Squadra 1     | Risultato   | Squadra 2        |
| ------------- | ----------- | ---------------- |
| MVO Serpuchov | 2 – 1 (dts) | Trud Gluchovo    |
| Raketa Gorkiy | 2 – 0       | Torpedo Vladimir |
| Zenit Iževsk  | 0 – 2 (dts) | Iskra Kazan'     |
| Baltika       | 3 – 0       | Dinamo Kirov     |

### Zona Russa III

#### Semifinali
Le partite furono disputate tra il 10 e il 12 giugno 1961.
| Squadra 1          | Risultato   | Squadra 2                |
| ------------------ | ----------- | ------------------------ |
| Spartak Rjazan'    | 2 – 0       | Torpedo Lipeck           |
| Zarja Penza        | 0 – 7       | Kryl'ja Sovetov Kujbyšev |
| Neftyanik Syzra    | 1 – 2       | Traktor Stalingrado      |
| Energija Volžskij  | 4 – 2       | Lokomotiv Orël           |
| Spartak Ul'janovsk | 4 – 2 (dts) | Sokol Saratov            |

#### Finali
Le partite furono disputate tra l'11 giugno e il 2 luglio 1961.
| Squadra 1                | Risultato | Squadra 2          |
| ------------------------ | --------- | ------------------ |
| Trudovye Rezervy Kursk   | 3 – 2     | Cementnik Belgorod |
| Traktor Stalingrado      | 3 – 1     | Spartak Rjazan'    |
| Kryl'ja Sovetov Kujbyšev | 5 – 0     | Spartak Tambov     |
| Energija Volžskij        | 3 – 1     | Spartak Ul'janovsk |

### Zona Russa IV

#### Semifinali
Le partite furono disputate tra il 10 e il 12 giugno 1961.
| Squadra 1            | Risultato | Squadra 2                   |
| -------------------- | --------- | --------------------------- |
| Volgar' Astrachan'   | 2 – 0     | Trudovye Rezervy Kislovodsk |
| Torpedo Taganrog     | 2 – 0     | Terek Groznyj               |
| Spartak Ordžonikidze | 2 – 0     | Cement Novorossijsk         |
| Torpedo Armavir      | 1 – 0     | Spartak Stavropol'          |

#### Finali
Le partite furono disputate tra il 15 aprile e il 2 luglio 1961.
| Squadra 1          | Risultato   | Squadra 2            |
| ------------------ | ----------- | -------------------- |
| Šachtër Šachty     | 4 – 1       | Rostsel'maš          |
| Spartak Nal'čik    | 1 – 0       | Dinamo Machačkala    |
| Volgar' Astrachan' | 0 – 1       | Torpedo Taganrog     |
| Torpedo Armavir    | 0 – 1 (dts) | Spartak Ordžonikidze |

### Zona Russa V

#### Semifinali
Le partite furono disputate tra l'11 maggio e l'11 giugno 1961.
| Squadra 1          | Risultato | Squadra 2              |
| ------------------ | --------- | ---------------------- |
| Zvezda Perm'       | 2 – 0     | Stroitel' Kurgan       |
| Stroitel' Saransk  | 1 – 3     | Geolog Tjumen'         |
| Stroitel' Ufa      | 2 – 0     | Metallurg Nižnij Tagil |
| Lokomotiv Orenburg | 3 – 1     | Metallurg Magnitogorsk |
| Irtyš Omsk         | 1 – 0     | Uralmaš                |

#### Finali
Le partite furono disputate tra il 10 giugno e il 2 luglio 1961.
| Squadra 1        | Risultato   | Squadra 2            |
| ---------------- | ----------- | -------------------- |
| Khimik Berezniki | 2 – 1       | Lokomotiv Čeljabinsk |
| Geolog Tjumen'   | 0 – 2 (dts) | Irtyš Omsk           |
| Zvezda Perm'     | 3 – 5 (dts) | Stroitel' Ufa        |
| Torpedo Pavlovo  | 2 – 0       | Lokomotiv Orenburg   |

### Zona Russa VI

#### Semifinali
Le partite furono disputate tra il 27 e il 30 maggio 1961.
| Squadra 1          | Risultato   | Squadra 2       |
| ------------------ | ----------- | --------------- |
| Amur Blagoveščensk | 4 – 2 (dts) | Avangard K.N.A. |
| Тomič Tomsk        | 3 – 1       | Angara Irkutsk  |
| Temp Barnaul       | 1 – 0       | Bajkal Ulan-Ude |
| SKA-Chabarovsk     | 2 – 0       | SKA Novosibirsk |
| Zabajkalec Čita    | 3 – 2       | Chimik Kemerovo |

#### Finali
Le partite furono disputate tra il 27 maggio e il 16 luglio 1961.
| Squadra 1          | Risultato | Squadra 2             |
| ------------------ | --------- | --------------------- |
| Luč Vladivostok    | 3 – 0     | Lokomotiv Krasnojarsk |
| Metallurg Stalinsk | 5 – 0     | Temp Barnaul          |
| Amur Blagoveščensk | 2 – 1     | Zabajkalec Čita       |
| SKA-Chabarovsk     | 2 – 0     | Тomič Tomsk           |

### Zona Ucraina I

#### Semifinali
Le partite furono disputate tra l'8 e il 12 giugno 1961.
| Squadra 1          | Risultato | Squadra 2              |
| ------------------ | --------- | ---------------------- |
| Zvezda Kirovohrad  | 2 – 1     | Avangard Černivci      |
| Čornomorec'        | 3 – 2     | Kolchoznik Rivne       |
| SKA Leopoli        | 2 – 0     | Arsenal Kiev           |
| Verchovina Užhorod | 3 – 1     | Volyn'                 |
| Kolchoznik Čerkasy | 3 – 2     | Sudostroitel' Mykolaïv |
| Desna Černihiv     | 4 – 3     | Neftyanik Drogobych    |
| Avangard Ternopol  | 1 – 2     | Spartak Stanislav      |
| Polіssja Žytomyr   | 0 – 2     | Dynamo Chmel'nyc'kyj   |

#### Finali
Le partite furono disputate tra il 9 giugno e il 3 luglio 1961.
| Squadra 1          | Risultato   | Squadra 2            |
| ------------------ | ----------- | -------------------- |
| Lokomotyv Vinnycja | 2 – 1 (dts) | Majak Cherson        |
| Zvezda Kirovohrad  | 2 – 3 (dts) | Avangard Černivci    |
| SKA Leopoli        | 3 – 4       | Dynamo Chmel'nyc'kyj |
| Kolchoznik Čerkasy | 2 – 1       | Verchovina Užhorod   |
| Spartak Stanislav  | 1 – 0       | Desna Černihiv       |

### Zona Ucraina II

#### Semifinali
Le partite furono disputate tra il 10 e l'11 giugno 1961.
| Squadra 1                 | Risultato | Squadra 2             |
| ------------------------- | --------- | --------------------- |
| SKF Sebastopoli           | 3 – 0     | SKA Kiev              |
| Azovstal' Ždanov          | 1 – 0     | Metalurh Zaporižžja   |
| Metallurg Dnipropetrovs'k | 1 – 2     | Lokomotiv Stalino     |
| Torpedo Kharkov           | 2 – 0     | Šachtar Horlivka      |
| Avangard                  | 2 – 0     | Šachtar Kadiïvka      |
| SKA Odessa                | 0 – 1     | Avangard Zheltye Vody |
| Kolchoznik Poltava        | 1 – 2     | Avanhard Kramators'k  |
| Avangard Krivoj Rog       | 2 – 3     | Avanhard Sumy         |

#### Finali
Le partite furono disputate tra il 10 giugno e il 4 luglio 1961.
| Squadra 1            | Risultato   | Squadra 2               |
| -------------------- | ----------- | ----------------------- |
| Khimik Severodonetsk | 3 – 0       | Khimik Dneprodzerzhinsk |
| SKF Sebastopoli      | 1 – 0       | Avanhard Sumy           |
| Avangard             | 2 – 0       | Torpedo Kharkov         |
| Avanhard Kramators'k | 1 – 0 (dts) | Azovstal' Ždanov        |
| Lokomotiv Stalino    | 0 – 1       | Avangard Zheltye Vody   |

### Zona Repubbliche I

#### Semifinali
Le partite furono disputate il 9 giugno 1961.
| Squadra 1       | Risultato | Squadra 2         |
| --------------- | --------- | ----------------- |
| Lokomotiv Gomel | 0 – 3     | Lokomotiv Tbilisi |
| Khimik Mogilev  | 0 – 4     | Spartak Brest     |

#### Finali
Le partite furono disputate tra il 9 e il 12 giugno 1961.
| Squadra 1               | Risultato | Squadra 2      |
| ----------------------- | --------- | -------------- |
| Spartak Brest           | [ 5 ]     | Rica Sukhumi   |
| Lokomotiv Tbilisi       | [ 6 ]     | REZ Riga       |
| SelMash Liepaja         | 0 – 1     | Nistrul Bender |
| Krasnoye Znamya Vicebsk | 3 – 6     | Dinamo Batumi  |

### Zona Repubbliche II

#### Semifinali
Le partite furono disputate tra il 22 giugno 1961.
| Squadra 1               | Risultato | Squadra 2         |
| ----------------------- | --------- | ----------------- |
| Tekstilshchik Kirovabad | [ 8 ]     | Metallurg Şımkent |
| T'orp'edo Kutaisi       | 3 – 0     | Dinamo Baku       |
| Start Tashkent          | 2 – 0     | Dinamo Samarcanda |

#### Finali
Le partite furono disputate tra l'8 e il 28 giugno 1961.
| Squadra 1            | Risultato | Squadra 2               |
| -------------------- | --------- | ----------------------- |
| Start Tashkent       | [ 9 ]     | Tekstilshchik Kirovabad |
| Energetik Stalinabad | 4 – 1     | Köpetdag Aşgabat        |
| Spartak Fergana      | 1 – 0     | Temp Sumgait            |
| Metallurg Rustavi    | 1 - 3     | T'orp'edo Kutaisi       |

## Fase finale

### Primo turno
Le gare furono disputate tra l'8 giugno e il 23 agosto 1961.
| Squadra 1              | Risultato   | Squadra 2                |
| ---------------------- | ----------- | ------------------------ |
| Lokomotyv Vinnycja     | 0 – 1       | Spartak Erevan           |
| Volga Kalinin          | 2 – 3       | Kalev Tallinn            |
| Luč Vladivostok        | 1 – 2       | Dinamo Mosca             |
| Energetik Stalinabad   | 5 – 1       | Daugava Rīga             |
| Raketa Gorkiy          | 1 – 0       | Moldova Chișinău         |
| Čornomorec'            | 1 – 2       | Dinamo Kiev              |
| Traktor Stalingrado    | 0 – 3       | Dinamo Tbilisi           |
| Spartak Leningrado     | 2 – 0       | CSKA Mosca               |
| Šachter Stalinogorsk   | 1 – 0       | Khimik Severodonetsk     |
| Khimik Berezniki       | 1 – 2       | Spartak Fergana          |
| Nistrul Bender         | 0 – 4       | Kryl'ja Sovetov Kujbyšev |
| T'orp'edo Kutaisi      | 0 – 1       | Kolchoznik Čerkasy       |
| Torpedo Armavir        | 1 – 0       | Avangard Zheltye Vody    |
| Avanhard Kramators'k   | 1 – 0       | Avangard                 |
| Torpedo Pavlovo        | 2 – 1       | Dinamo Batumi            |
| Metallurg Čerepovec    | 2 – 3       | Bielorussia Minsk        |
| Spartak Stanislav      | 0 – 1       | Energija Volžskij        |
| Spartak Nal'čik        | 0 – 2       | SKA Rostov               |
| Torpedo Taganrog       | 1 – 2       | Torpedo Mosca            |
| SKF Sebastopoli        | 1 – 0       | Spartak Vilnius          |
| Šachtër Šachty         | 1 – 4       | Admiralteec              |
| Dynamo Chmel'nyc'kyj   | 0 – 2       | Šachtyor Stalino         |
| Trudovye Rezervy Kursk | 3 – 1       | Spartak Brest            |
| Iskra Kazan'           | 2 – 0       | Trud Voronež             |
| MVO Serpuchov          | 1 – 0       | Baltika                  |
| Metallurg Stalinsk     | 1 – 0 (dts) | Qairat                   |
| Irtyš Omsk             | 0 – 1       | Neftyanik Baku           |
| Amur Blagoveščensk     | 0 – 6       | Paxtakor                 |
| SKA-Chabarovsk         | 1 – 2       | Avangard Charkiv         |
| Lokomotiv Tbilisi      | 0 – 1       | Lokomotiv Mosca          |
| Stroitel' Ufa          | 0 – 2       | Zenit Leningrado         |
| Start Tashkent         | 0 – 2       | Spartak Mosca            |

### Secondo turno
Le gare furono disputate tra il 19 luglio e il 23 settembre 1961.
| Squadra 1                | Risultato   | Squadra 2              |
| ------------------------ | ----------- | ---------------------- |
| Energetik Stalinabad     | 1 – 2       | Šachter Stalinogorsk   |
| Spartak Leningrado       | 6 – 0       | Torpedo Armavir        |
| Torpedo Pavlovo          | 3 – 0       | Raketa Gorkiy          |
| Spartak Fergana          | 0 – 3       | Šachtyor Stalino       |
| Kryl'ja Sovetov Kujbyšev | 1 – 0       | Bielorussia Minsk      |
| Metallurg Stalinsk       | 3 – 0       | Paxtakor               |
| Spartak Erevan           | 1 – 3       | SKA Rostov             |
| Energija Volžskij        | 1 – 5       | Lokomotiv Mosca        |
| Neftyanik Baku           | 2 – 1       | Kalev Tallinn          |
| Spartak Mosca            | 4 – 0       | SKF Sebastopoli        |
| Torpedo Mosca            | 8 – 0       | Trudovye Rezervy Kursk |
| Kolchoznik Čerkasy       | 0 – 1       | Zenit Leningrado       |
| Dinamo Kiev              | 3 – 2 (dts) | Avanhard Kramators'k   |
| Dinamo Tbilisi           | 2 – 1       | Avangard Charkiv       |
| Dinamo Mosca             | 8 – 0       | Iskra Kazan'           |
| Admiralteec              | 3 – 2       | MVO Serpuchov          |

### Ottavi di finale
Le gare furono disputate tra il 20 agosto e il 9 ottobre 1961.
| Squadra 1            | Risultato | Squadra 2                |
| -------------------- | --------- | ------------------------ |
| Šachter Stalinogorsk | 2 – 0     | Dinamo Mosca             |
| Lokomotiv Mosca      | 4 – 0     | Metallurg Stalinsk       |
| Torpedo Mosca        | 3 – 0     | Spartak Leningrado       |
| Admiralteec          | 2 – 1     | Dinamo Kiev              |
| Zenit Leningrado     | 3 – 0     | Kryl'ja Sovetov Kujbyšev |
| Šachtyor Stalino     | 3 – 2     | Dinamo Tbilisi           |
| Torpedo Pavlovo      | 1 – 3     | Neftyanik Baku           |
| SKA Rostov           | 2 – 0     | Spartak Mosca            |

### Quarti di finale
Le gare furono disputate tra il 9 e il 18 ottobre 1961.
| Squadra 1        | Risultato   | Squadra 2            |
| ---------------- | ----------- | -------------------- |
| Lokomotiv Mosca  | 0 – 1       | Admiralteec          |
| SKA Rostov       | 2 – 3       | Torpedo Mosca        |
| Zenit Leningrado | 2 – 1 (dts) | Neftyanik Baku       |
| Šachtyor Stalino | 3 – 1       | Šachter Stalinogorsk |

### Semifinali
Le gare furono disputate il 25 e il 26 ottobre 1961.
| Squadra 1     | Risultato | Squadra 2        |
| ------------- | --------- | ---------------- |
| Admiralteec   | 0 – 3     | Šachtyor Stalino |
| Torpedo Mosca | 2 – 0     | Zenit Leningrado |

### Finale
| Mosca 29 ottobre 1961, ore ?:?                                               | Torpedo Mosca | 1 – 3 referto               | Šachtyor Stalino | Stadio Centrale Lenin |
| \| \| \| \| \| Met'reveli 45’ \| Marcatori \| 1’ Rodin 65’, 75’ Anančenko \| |               |                             |                  |                       |
|                                                                              |               |                             |                  |                       |
| Met'reveli 45’                                                               | Marcatori     | 1’ Rodin 65’, 75’ Anančenko |                  |                       |